# Feu du port de Saint-Cast
Le feu du port de Saint-Cast se trouve sur le môle du port de Saint-Cast-le-Guildo, dans les Côtes-d'Armor.